# Ботаническа градина
Ботаническата градина е градина, в която се отглеждат, категоризират и документират цветя и растения с научна цел. Обикновено те се представят с техните имена според международно утвърдена ботаническа номенклатура (International Code of Nomenclature for algae, fungi, and plants). В градината може да има обособени колекции от различни видове: кактуси, билки, растения от различни географски части на света и др.; може да има парници и алпинеуми. Отворени са за посещение и организират турове за посетителите, изложби, представления и др.
Често ботаническите градини са част от университети или други научни организации и провеждат образователни програми по ботаника. Тяхната роля е да поддържат документирана колекция от живи растения за целите на научните изследвания, както и за опазване, показване и образование.
Ботаническите градини се зараждат в Европа през Средновековието като градини с лековити билки за медицински цели още по времето на Карл Велики и продължават да се развиват и по време на Ренесанса през 16 век. През 17 век този интерес се разраства и обхваща новите образци, внесени в Европа при географските открития, а ботаниката постепенно се отделя от медицината. През 19 век се развиват системи за номенклатура, като ботаниците съставят хербарии и работят в градини, свързани с университетите. С нарастването на колониалните империи ботанически градини се основават и извън Европа. Изучаването на ролята на растенията за хората поставя началото на т.нар. икономическа ботаника с център в Кралската ботаническа градина в Лондон.
С годините ботаническите градини са свързани с развитието на ботаниката и растениевъдството и днес имат голямо значение както за учените, така и като обект за посещение от широката публика.

## Известни ботанически градини
- Кралска ботаническа градина в Кю, Лондон
- Ботаническа градина на Куритиба, Бразилия
- Санфранциска ботаническа градина, САЩ
- Ботаническа градина на Университета Мериуд, Пенсилвания, САЩ

## В България
Съгласно Закона за биологичното разнообразие „ботаническа градина е институция, която поддържа колекции от живи растения за нуждите на експерименталните ботанически изследвания, естествено научното и природозащитното образование и възпитание и е отворена за посещение повече от пет месеца в годината“.
В България университетски ботанически градини има в София, Варна, Балчик. Най-новата е Първа географска ботаническа градина в с. Борика, създадена от Ясен Иванов, млад специалист – географ, част от екипа на Географ БГ.
В село Крапец, община Шабла се намира ботаническа градина Hortus Australis, специализирана в отглеждането и интродукцията на екзотични за страната видове, включително съдържаща най-голямата колекция от видове бамбук в България и служеща като опитна станция за интродукция на студоустойчиви видове евкалипт.
В село Гроздьово, община Долни Чифлик се намира ботаническа градина „Маргарита“, специализирана в отглеждането на растения с преходно-средиземноморски, субтропичен и тропичен произход. В нея се намира първата траншея за отглеждане на цитрусови видове в България на открито, както и голяма колекция от палми и вечнозелени видове.
- Ботаническа градина на БАН
- Ботаническа градина (Балчик)
- Университетска ботаническа градина (Варна)